# Cyranides
I Cyranides (anche Kyranides o Kiranides) sono una raccolta di trattati di magia e medicina, scritti in greco antico e riuniti la prima volta nel IV secolo. Sono stati descritti come un texte vivant, a causa della loro complessa trasmissione testuale: nel corso del tempo hanno subito aggiunte e riscritture. La raccolta risultante tratta delle proprietà magiche e degli usi pratici di gemme, piante e animali. Contengono inoltre una storia dell'alchimia occidentale. In quanto testo medico, i Cyranides ebbero una scarsa considerazione persino in epoca classica e nel Medioevo, per via del linguaggio vernacolare in cui sono scritti e per l'affidamento a conoscenze folkloristiche, piuttosto che alle teorie di Ippocrate e Galeno.
Negli Pseudodoxia Epidemica, Thomas Browne sostenne che i Cyranides fossero composti da opere di Arpocrazione e di medici arabi. Nel Medioevo, il chierico Pascalis Romanus tradusse in latino i Cyranides per l'imperatore Manuele I Comneno.

## Forma e struttura
In origine i Cyranides comprendevo tre libri, a cui in seguito ne venne aggiunto un quarto. L'originale primo libro, il Κυρανίς (Kyranis), era la seconda parte di un'opera, la cui prima parte si intitolava Ἀρχαϊκἠ (Archaikê). I libri 2–4 sono un bestiario. L'edizione di Kaimakis contiene un quinto e un sesto libro, non trasmessi sotto il nome di Cyranides, ma inclusi nell'opera da un ristretto numero di manoscritti. Esiste una traduzione medievale in arabo del primo libro, una porzione della quale è la base di uno scritto in antico francese, intitolato Le livre des secrez de nature.
I Cyranides iniziano esortando il lettore mantenere segreto il contenuto. Inventa poi una cornice immaginaria per descrivere come l'opera fu scoperta. In un manoscritto del XV secolo, l'autore si definisce Koiranos (Κοίρανος), re di Persia.

## Edizioni e traduzioni
- M. Ch.-Ém Ruelle, Les lapidaires de l'antiquité et du moyen-âge 2. Les lapidaires grecs, vol. 2, 1898.
- D. Kaimakis, Die Kyraniden, Meisenheim am Glan, 1976.
- Louis Delatte, Textes latins et vieux francais relatifs aux Cyranides, Parigi, Droz, 1942.
- Isabel Toral-Niehoff, Kitab Giranis. Die arabische Übersetzung der ersten Kyranis des Hermes Trismegistos und die griechischen Parallelen, Monaco, Herbert Utz, 2004, ISBN 3-8316-0413-4..
- Maryse Waegeman, Amulet and Alphabet: Magical Amulets in the First Book of Cyranides, Amsterdam, 1987.